# Eduardo Sánchez (baseball)
Pour les articles homonymes, voir Eduardo Sánchez et Sánchez.
Eduardo Nazareth Sánchez Guzman (né le 16 février 1989 à Maracay, Aragua, Venezuela) est un lanceur de relève droitier des Ligues majeures de baseball jouant avec les Cubs de Chicago.

## Carrière

### Cardinals de Saint-Louis
Eduardo Sánchez signe un premier contrat professionnel avec les Cardinals de Saint-Louis en 2005.
Il fait des débuts remarqués dans les majeures avec les Cardinals le 13 avril 2011. Il lance deux manches en relève face aux Diamondbacks de l'Arizona, n'accorde aucun point et, de ses six retraits, cinq sont des retraits sur des prises. Le 27 avril, il réussit son premier sauvetage dans les majeures lorsque les Cardinals prévalent sur les Astros de Houston, puis il remporte sa première victoire le 29 avril face aux Braves d'Atlanta. Il demeure avec le grand club jusqu'à la mi-juin avant de revenir pour une partie fin septembre. Cette première expérience dans les majeures est concluante : Sanchez présente une moyenne de points mérités de 1,80 en 30 manches lancées, avec trois victoires, une défaite, cinq sauvetages et 35 retraits sur des prises. Il est rappelé des mineures pour un match des Cards en septembre mais ne participe pas aux séries éliminatoires d'octobre qui se terminent sur un triomphe de Saint-Louis en Série mondiale 2011.
Il effectue 17 sorties en relève pour les Cardinals en 2012 mais, avec 11 points accordés en 15 manches, sa moyenne de points mérités atteint 6,60.

### Cubs de Chicago
Le 21 mai 2013, après avoir amorcé la saison dans les ligues mineures, Sánchez est réclamé au ballottage par les Cubs de Chicago.